# Otto Glänz
Franz Otto Glänz (* 1837 in Freiburg im Breisgau; † 1907 ebenda) war ein deutscher Schreiner und Holzbildhauer, der im neugotischen Stil arbeitete.

## Leben und Werk
Otto Glänz war einer von fünf Söhnen des Schreiners und Holzbildhauers Franz Sales Glänz (1810–1855) und übernahm nach dessen frühem Tod mit seinen Brüdern August Glänz (1830–1863) und Maximilian Glänz (1839–1868) dessen Werkstatt.
Er schuf unter anderem 1864/68 für die reformierte Kirche in Meilen eine Kanzel und einen Taufstein und 1865/66 den Hochaltar der Kirche St. Oswald in Zug in der Schweiz. 1867 fertigte er den Altar für die Kapelle St. Wendelin in Todtnau-Brandenberg, 1868 den neobarocken Hochaltar-Tabernakel der Pfarrkirche St. Gallus in Kirchzarten. 1876 fertigte er zwei Nebenaltäre für St. Bartholomäus in Beuren an der Aach.